# Буткевич, Константин Стефанович
Константи́н Стефа́нович Бутке́вич — инженер и учёный, специалист в области создания систем ожижения и переохлаждения водорода как ракетного топлива, систем хранения и заправки криогенными продуктами изделий ракетно-космической техники. Лауреат государственных премий.
Выпускник 1927 г. МВТУ им. Н. Э. Баумана, Кафедра Э4 — «Холодильная и криогенная техника, системы кондиционирования и жизнеобеспечения».
- 1927—1943 инженер-конструктор на 1-м Московском автогенном заводе;
- 1943—1945 главный конструктор КБ, ст. инженер в Конструкторском Бюро Управления Автогенной промышленности (конструкторское бюро завода № 28);
- 1945—1964 главный конструктор, начальник КБ в ВНИИКимаш (ВНИИ кислородного машиностроения);
- с 1964 г. начальник отдела в ВНИИКриогенмаш.

С 1946 г. доцент кафедры глубокого охлаждения МВТУ им. Баумана, читал курс лекций «Поршневые детандеры».
Соавтор книг:
- Криогенные поршневые детандеры / A.M. Архаров, К. С. Буткевич, И. К. Буткевич, А. З. Миркин; Под ред. A.M. Архарова.- М.: Машиностроение, 1974.240 с.
- Эксплуатация кислородных установок : справочное издание / К. С. Буткевич, И. П. Ишкин, Б. С. Разумов и др. — М. : Машгиз, 1949. — 388 с. : ил.
- К. И. Страхович, И. К. Кондряков, В. И. Епифанова, Буткевич К. С., Новотельнов В. Н. Расширительные машины. Изд. «Машиностроение», М.-Л. 1966. — 296 с. : ил.

Сталинская премия 1951 года — за создание новых мощных установок для получения кислорода (за создание крупнейшей в мире воздухоразделительной установки).
Государственная премия СССР 1982 года.
Награждён двумя орденами «Знак Почёта», медалями СССР и ВДНХ.
Сын — Буткевич Игорь Константинович (1936), доктор технических наук, профессор МВТУ.